# Vena tibial posterior
En anatomía, hay dos venas tibiales posteriores del miembro inferior. Reciben la sangre de las venas plantares media y lateral y drenan el compartimento posterior de la muslo  y la superficie plantar del pie a la vena poplítea que se forma cuando se une con la vena tibial anterior.
Como la mayoría de las venas profundas, las venas tibiales posteriores están acompañadas por una arteria homónima, la arteria tibial posterior, a lo largo de su curso.
Reciben las venas perforadoras más importantes: las perforadoras de Cockett, superior, media e inferior.

## Imágenes adicionales

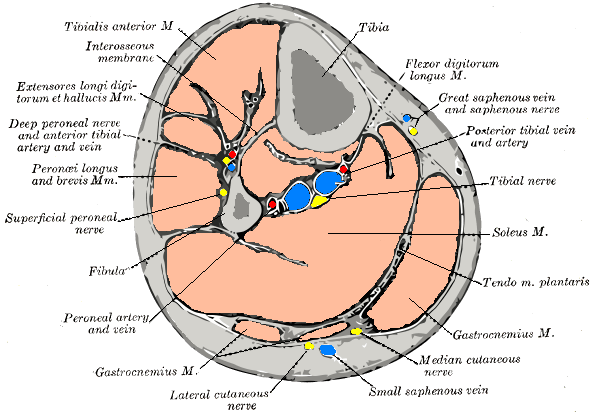
Corte transversal de la pierna.